# 시강학사
시강학사(侍講學士/侍讲学士)은 한국과 중국이 과거 사용했던 관직이다. 한국의 고려에서는 한림원(翰林院)과 동궁(東宮 : 太子宮)에 소속한 관직이었다.